# 奧居斯特·德洛納體育場
奧古斯特德洛納體育場 （法語：Stade Auguste-Delaune）是一座位於法國蘭斯多功能體育場。目前主要用於足球比賽，並且是法國足球甲級聯賽球隊蘭斯體育會的主場球場。1938年世界盃足球賽期間，該球場曾是比賽場館之一，期間曾舉辦過第一輪匈牙利對荷屬東印度群島比賽，匈牙利最後以6-0取勝。 

## 外部連結
- Stadium Guide Profile （页面存档备份，存于）
- World Stadiums Profile
- Stadiumdb Profile（页面存档备份，存于）
- Soccerway Stats for the stadium （页面存档备份，存于）

49°14′48″N 4°1′30″E / 49.24667°N 4.02500°E